# Tournoi d'ouverture du championnat du Guatemala de football 2021
Navigation
Tournoi précédent Tournoi suivant
Le tournoi Apertura 2021 est le quarante-sixième tournoi saisonnier disputé au Guatemala.
C'est cependant la 92e fois que le titre de champion du Guatemala est remis en jeu. Le tenant du titre, Santa Lucía Cotzumalguapa (es), défend son statut de champion face aux onze meilleures équipes du Guatemala. En gagnant la finale face au Comunicaciones FC, le Deportivo Malacateco remporte le premier titre de son histoire et se qualifie pour la Ligue de la CONCACAF 2022.

## Les douze équipes participantes
| \| Ciudad de Guatemala : Antigua Comunicaciones Municipal Ciudad de Guatemala Malacateco Xelaju Santa Lucía Guastatoya Cobán Imperial Iztapa Achuapa Sololá Nueva Concepción \| Localisation des équipes engagées dans le championnat. |
| Ciudad de Guatemala : Antigua Comunicaciones Municipal Ciudad de Guatemala Malacateco Xelaju Santa Lucía Guastatoya Cobán Imperial Iztapa Achuapa Sololá Nueva Concepción                                                              |

Ce tableau présente les douze équipes qualifiées pour disputer le championnat 2021-2022. On y trouve le nom des clubs, le nom des stades dans lesquels ils évoluent ainsi que la capacité et la localisation de ces derniers.
| Club                           | Ville                     | Stade                                          | Capacité |
| Deportivo Achuapa (es)         | El Progreso               | Stade municipal Manuel Ariza                   | 1 500    |
| Antigua GFC                    | Ciudad de Guatemala       | Stade Pensativo                                | 9 000    |
| Cobán Imperial                 | Cobán                     | Stade Verapaz                                  | 8 000    |
| CSD Comunicaciones             | Ciudad de Guatemala       | Stade Cementos Progreso                        | 17 000   |
| Deportivo Guastatoya (es)      | Guastatoya                | Stade David Cordón Hichos (es)                 | 3 500    |
| Deportivo Iztapa (en)          | Iztapa                    | Stade municipal Morón                          | 3 000    |
| Deportivo Malacateco           | Malacatán                 | Stade Santa Lucía                              | 7 000    |
| CSD Municipal                  | Ciudad de Guatemala       | Stade Manuel Felipe Carrera                    | 10 000   |
| CD Nueva Concepción (es)       | Nueva Concepción          | Stade José Luis Ibarra                         | 3 000    |
| Santa Lucía Cotzumalguapa (es) | Santa Lucía Cotzumalguapa | Stade municipal Santa Lucía Cotzumalguapa (es) | 9 000    |
| CSD Sololá (es)                | Sololá                    | Stade Xambá                                    | 2 000    |
| Xelaju MC                      | Quetzaltenango            | Stade Mario Camposeco                          | 11 000   |

## Compétition
Le tournoi Apertura est divisé en deux phases :
- La phase de qualification : les vingt-deux journées de championnat.
- La phase finale : les matchs aller-retour allant des quarts de finale à la finale.

### Phase de qualification
Lors de la phase de qualification, chaque équipe affrontent à deux reprises ses adversaires.
Les huit meilleures équipes sont qualifiées pour la phase finale.
Le classement est établi sur le barème de points classique (victoire à 3 points, match nul à 1, défaite à 0).
Le départage final se fait selon les critères suivants :
- Le nombre de points.
- La différence de buts générale.
- La différence de buts particulière.
- Le nombre de buts marqué.

#### Classement
| Rang | Équipe                           | Pts | J  | G  | N  | P  | Bp | Bc | Diff |
| ---- | -------------------------------- | --- | -- | -- | -- | -- | -- | -- | ---- |
| 1    | Antigua GFC                      | 46  | 22 | 14 | 4  | 4  | 36 | 12 | +24  |
| 2    | CSD Comunicaciones               | 44  | 22 | 13 | 5  | 4  | 36 | 19 | +17  |
| 3    | CSD Municipal                    | 39  | 22 | 11 | 6  | 5  | 29 | 15 | +14  |
| 4    | Deportivo Malacateco             | 36  | 22 | 10 | 6  | 6  | 31 | 22 | +9   |
| 5    | Santa Lucía Cotzumalguapa (es) T | 36  | 22 | 8  | 12 | 2  | 27 | 24 | +3   |
| 6    | Xelaju MC                        | 30  | 22 | 8  | 6  | 8  | 18 | 22 | -4   |
| 7    | Deportivo Iztapa (en)            | 28  | 22 | 8  | 4  | 10 | 25 | 33 | -8   |
| 8    | CSD Sololá P                     | 25  | 22 | 6  | 7  | 9  | 19 | 31 | -12  |
| 9    | Deportivo Guastatoya (es)        | 23  | 22 | 5  | 8  | 9  | 17 | 22 | -5   |
| 10   | Cobán Imperial                   | 20  | 22 | 5  | 5  | 12 | 19 | 26 | -7   |
| 11   | Deportivo Achuapa (es)           | 16  | 22 | 3  | 7  | 12 | 11 | 22 | -11  |
| 12   | Nueva Concepción P               | 16  | 22 | 4  | 4  | 14 | 11 | 31 | -20  |

| Légende : Qualifications et relégations | Légende : Qualifications et relégations          |
| --------------------------------------- | ------------------------------------------------ |
|                                         | Qualifié pour la phase finale                    |
|                                         | T Tenant du titre P Promu de la saison 2020-2021 |

### Phase finale
Les huit équipes qualifiées sont réparties dans le tableau final d'après leur classement général. L'équipe la moins bien classée accueille lors du match aller et la meilleure lors du match retour. En cas d'égalité sur la somme des deux matchs, c'est l'équipe la mieux placée au classement général qui l'emporte.

#### Tableau
|  | Quarts de finale                 | Quarts de finale                 | Quarts de finale       | Quarts de finale       |                     |                     | Demi-finales | Demi-finales | Demi-finales | Demi-finales |  |  | Finale | Finale | Finale | Finale |
|  |                                  |                                  |                        |                        |                     |                     |              |              |              |              |  |  |        |        |        |        |
|  |                                  |                                  |                        |                        |                     |                     |              |              |              |              |  |  |        |        |        |        |
|  |                                  |                                  |                        |                        |                     |                     |              |              |              |              |  |  |        |        |        |        |
|  | 2 Comunicaciones FC              | 2 Comunicaciones FC              | 0                      | 1                      |                     |                     |              |              |              |              |  |  |        |        |        |        |
|  | 2 Comunicaciones FC              | 2 Comunicaciones FC              | 0                      | 1                      |                     |                     |              |              |              |              |  |  |        |        |        |        |
|  | 7 Deportivo Iztapa (en)          | 7 Deportivo Iztapa (en)          | 0                      | 0                      |                     |                     |              |              |              |              |  |  |        |        |        |        |
|  | 7 Deportivo Iztapa (en)          | 7 Deportivo Iztapa (en)          | 0                      | 0                      | 2 Comunicaciones FC | 2 Comunicaciones FC | 0            | 0            |              |              |  |  |        |        |        |        |
|  |                                  |                                  |                        |                        | 2 Comunicaciones FC | 2 Comunicaciones FC | 0            | 0            |              |              |  |  |        |        |        |        |
|  |                                  |                                  | 3 CSD Municipal        | 3 CSD Municipal        | 0                   | 0                   |              |              |              |              |  |  |        |        |        |        |
|  | 3 CSD Municipal                  | 3 CSD Municipal                  | 3 CSD Municipal        | 3 CSD Municipal        | 0                   | 0                   | 1            | 0            |              |              |  |  |        |        |        |        |
|  | 3 CSD Municipal                  | 3 CSD Municipal                  |                        |                        |                     |                     |              | 0            |              |              |  |  |        |        |        |        |
|  | 6 Xelaju MC                      | 6 Xelaju MC                      | 0                      | 1                      |                     |                     |              |              |              |              |  |  |        |        |        |        |
|  | 6 Xelaju MC                      | 6 Xelaju MC                      | 0                      | 1                      | 2 Comunicaciones FC | 2 Comunicaciones FC | 0            | 0            |              |              |  |  |        |        |        |        |
|  |                                  |                                  |                        |                        | 2 Comunicaciones FC | 2 Comunicaciones FC | 0            | 0            |              |              |  |  |        |        |        |        |
|  |                                  |                                  | 4 Deportivo Malacateco | 4 Deportivo Malacateco | 2                   | 0                   |              |              |              |              |  |  |        |        |        |        |
|  | 1 Antigua GFC                    | 1 Antigua GFC                    | 4 Deportivo Malacateco | 4 Deportivo Malacateco | 2                   | 0                   | 1            | 5            |              |              |  |  |        |        |        |        |
|  | 1 Antigua GFC                    | 1 Antigua GFC                    |                        |                        |                     |                     |              |              |              |              |  |  |        |        |        |        |
|  | 8 CSD Sololá                     | 8 CSD Sololá                     | 0                      | 1                      |                     |                     |              |              |              |              |  |  |        |        |        |        |
|  | 8 CSD Sololá                     | 8 CSD Sololá                     | 0                      | 1                      | 1 Antigua GFC       | 1 Antigua GFC       | 0            | 1            |              |              |  |  |        |        |        |        |
|  |                                  |                                  |                        |                        | 1 Antigua GFC       | 1 Antigua GFC       | 0            | 1            |              |              |  |  |        |        |        |        |
|  |                                  |                                  | 4 Deportivo Malacateco | 4 Deportivo Malacateco | 2                   | 1                   |              |              |              |              |  |  |        |        |        |        |
|  | 4 Deportivo Malacateco           | 4 Deportivo Malacateco           | 4 Deportivo Malacateco | 4 Deportivo Malacateco | 2                   | 1                   | 0            | 1            |              |              |  |  |        |        |        |        |
|  | 4 Deportivo Malacateco           | 4 Deportivo Malacateco           |                        |                        |                     |                     |              | 1            |              |              |  |  |        |        |        |        |
|  | 5 Santa Lucía Cotzumalguapa (es) | 5 Santa Lucía Cotzumalguapa (es) | 1                      | 0                      |                     |                     |              |              |              |              |  |  |        |        |        |        |
|  | 5 Santa Lucía Cotzumalguapa (es) | 5 Santa Lucía Cotzumalguapa (es) | 1                      | 0                      |                     |                     |              |              |              |              |  |  |        |        |        |        |
|  |                                  |                                  |                        |                        |                     |                     |              |              |              |              |  |  |        |        |        |        |

#### Quarts de finale
| Club                 | Aller | Retour | Club                           | Commentaire |
| Antigua GFC          | 1 - 0 | 5 - 1  | CSD Sololá                     |             |
| Comunicaciones FC    | 0 - 0 | 1 - 0  | Deportivo Iztapa (en)          |             |
| CSD Municipal        | 1 - 0 | 0 - 1  | Xelaju MC                      |             |
| Deportivo Malacateco | 0 - 1 | 1 - 0  | Santa Lucía Cotzumalguapa (es) |             |

#### Demi-finales
| Club              | Aller | Retour | Club                 | Commentaire         |
| Antigua GFC       | 0 - 2 | 1 - 1  | Deportivo Malacateco |                     |
| Comunicaciones FC | 0 - 0 | 0 - 0  | CSD Municipal        | Meilleur classement |

#### Finale
| Match aller      | Deportivo Malacateco                  | 2 - 0   | Comunicaciones FC | Stade Santa Lucía, Malacatán                  |                                               |
| 30 décembre 2021 | Matías Rotondi 39e · Wilson Godoy 71e | (0 - 0) |                   | Spectateurs : 9 000 Arbitrage : Mario Escobar | Spectateurs : 9 000 Arbitrage : Mario Escobar |
| 30 décembre 2021 | Rapport                               |         |                   | Spectateurs : 9 000 Arbitrage : Mario Escobar | Spectateurs : 9 000 Arbitrage : Mario Escobar |

| Match retour   | Comunicaciones FC | 0 - 0   | Deportivo Malacateco | Stade Doroteo Guamuch Flores, Guatemala    |                                            |
| 2 janvier 2022 |                   | (0 - 0) |                      | Spectateurs : 4 900 Arbitrage : Julio Luna | Spectateurs : 4 900 Arbitrage : Julio Luna |
| 2 janvier 2022 | Rapport           |         |                      | Spectateurs : 4 900 Arbitrage : Julio Luna | Spectateurs : 4 900 Arbitrage : Julio Luna |

| Vainqueur du Tournoi Apertura 2021 Deportivo Malacateco 1er titre |

## Bilan du tournoi
| Tournoi d'ouverture du championnat de football du Guatemala 2021 |                                  |
| Champion                                                         | Deportivo Malacateco (1er titre) |
| Dauphin                                                          | Comunicaciones FC                |
| Qualifications continentales                                     |                                  |
| Ligue de la CONCACAF 2022                                        | Deportivo Malacateco             |